# La morte negli occhi del gatto
La morte negli occhi del gatto è un film del 1973 diretto da Antonio Margheriti.

## Trama
Nel castello scozzese di Dragstone, appartenente a Lady Mary MacGrieff e a suo figlio James, giunge espulsa dal collegio Corringa, figlia di Lady Alicia sorella di Lady Mary. Sulla famiglia grava una spaventosa leggenda: chiunque dei MacGrieff venga ucciso da qualcuno dello stesso sangue diventa vampiro. Poco dopo l'arrivo di Corringa, viene uccisa violentemente la madre e qualche giorno dopo muore anche un servitore. Gli omicidi proseguono con la morte di un medico, amante di Lady Mary, della prostituta Suzanne e di un altro servitore.
Dopo aver ingiustamente sospettato di James - che è stato accusato a torto di aver ucciso da piccolo la sorella, perché vera colpevole era la madre, che viene considerato malato di mente e nel quale trova, invece, un protettore innamorato - e dopo aver creduto che ad uccidere il primo servitore sia stata Lady Alicia, diventata forse vampira, l'escalation di delitti e una contingenza convincono Corringa che l'assassina è Lady Mary. Tentando di sfuggirle la giovane si nasconde nei sotterranei, dove però la raggiunge il vero assassino, deciso a sterminare tutti i parenti per impossessarsi del castello.
Si tratta del falso cappellano Robertson - ucciso prima che l'omicida ne assumesse l'identità -, in realtà un MacGrieff residente negli Stati Uniti. Ha appena ucciso anche Lady Mary, ma mentre sta per colpire Corringa viene freddato dalla polizia accorsa assieme a James, scampato come la ragazza allo sterminio dei MacGrieff.

## Produzione
La morte negli occhi del gatto è stato girato tra febbraio e marzo 1972. La protagonista è interpretata dall'attrice britannica Jane Birkin, all'epoca ancora principalmente nota per la famosa canzone Je t'aime... moi non plus cantata in coppia con il fidanzato Serge Gainsbourg. Lo stesso Gainsbourg appare nel film in una piccola parte.

### Riprese
Per le riprese del Castello Dragstone è stato utilizzato Castello Massimo ad Arsoli, lo stesso de I lunghi capelli della morte.

## Distribuzione
Il film è stato distribuito nei cinema italiani il 12 aprile 1973. Ha incassato complessivamente 219.556.000 lire a livello nazionale.
In Germania Ovest è uscito il 7 dicembre, col titolo Sieben Tote in den Augen der Katze, mentre in Francia il 23 gennaio 1974, come Les Diablesses.